# Дейн Шнелл
Дейн Шнелл (англ. Dane Schnell, нар. 14 травня 1999) — новозеландський футболіст, півзахисник клубу «Вайтакере Юнайтед».

## Клубна кар'єра
Народився 14 травня 1999 року. Вихованець юнацьких команд футбольних клубів «Вайтакере Юнайтед» та «Вестерн Спрінгс».
У дорослому футболі дебютував 2017 року виступами за команду «Істерн Сабарбс», в якій провів один сезон, взявши участь у 3 матчах чемпіонату. 2018 року приєднався lo складу клубу «Вайтакере Юнайтед». Станом на 20 травня 2019 року відіграв за команду з Вайтакере 7 матчів в національному чемпіонаті.

## Виступи за збірні
2017 року у складі юнацької збірної Нової Зеландії до 17 років взяв участь у юнацькому чемпіонаті світу в Чилі, де команда дійшла до 1/8 фіналу, а Шнелл зіграв у всіх чотирьох іграх.
У 2018 році у складі молодіжної збірної Нової Зеландії Шнелл взяв участь в молодіжному чемпіонаті Океанії на Таїті. На турнірі він допоміг своїй команді здобути золоті медалі турніру. Цей результат дозволив команді кваліфікуватись на молодіжний чемпіонат світу 2019 року у Польщі, куди поїхав і Дейн.

## Досягнення

### Міжнародні
Нова Зеландія U-19
- Переможець молодіжного чемпіонату ОФК: 2018